# چاینا ست‌کام
چاینا ست‌کام (انگلیسی: China Satellite Communications) شرکت فناوری هوافضای چینی است، که در سال ۱۹۹۴ تأسیس شد.